# Chiesa di Sant'Ugo
La chiesa di Sant'Ugo è una chiesa di Roma, nella zona Castel Giubileo (Serpentara), in viale Lina Cavalieri.
Essa è stata inaugurata il 14 dicembre 1991.
La chiesa è sede della parrocchia omonima, istituita il 28 ottobre 1985 dal cardinale vicario Ugo Poletti. Al medesimo cardinale fu offerto dalla diocesi di Roma l'intero complesso parrocchiale, in occasione dei cinquant'anni del suo sacerdozio.
La chiesa è sede del titolo cardinalizio di “Sant'Ugo”, istituito da Giovanni Paolo II nel 1994.

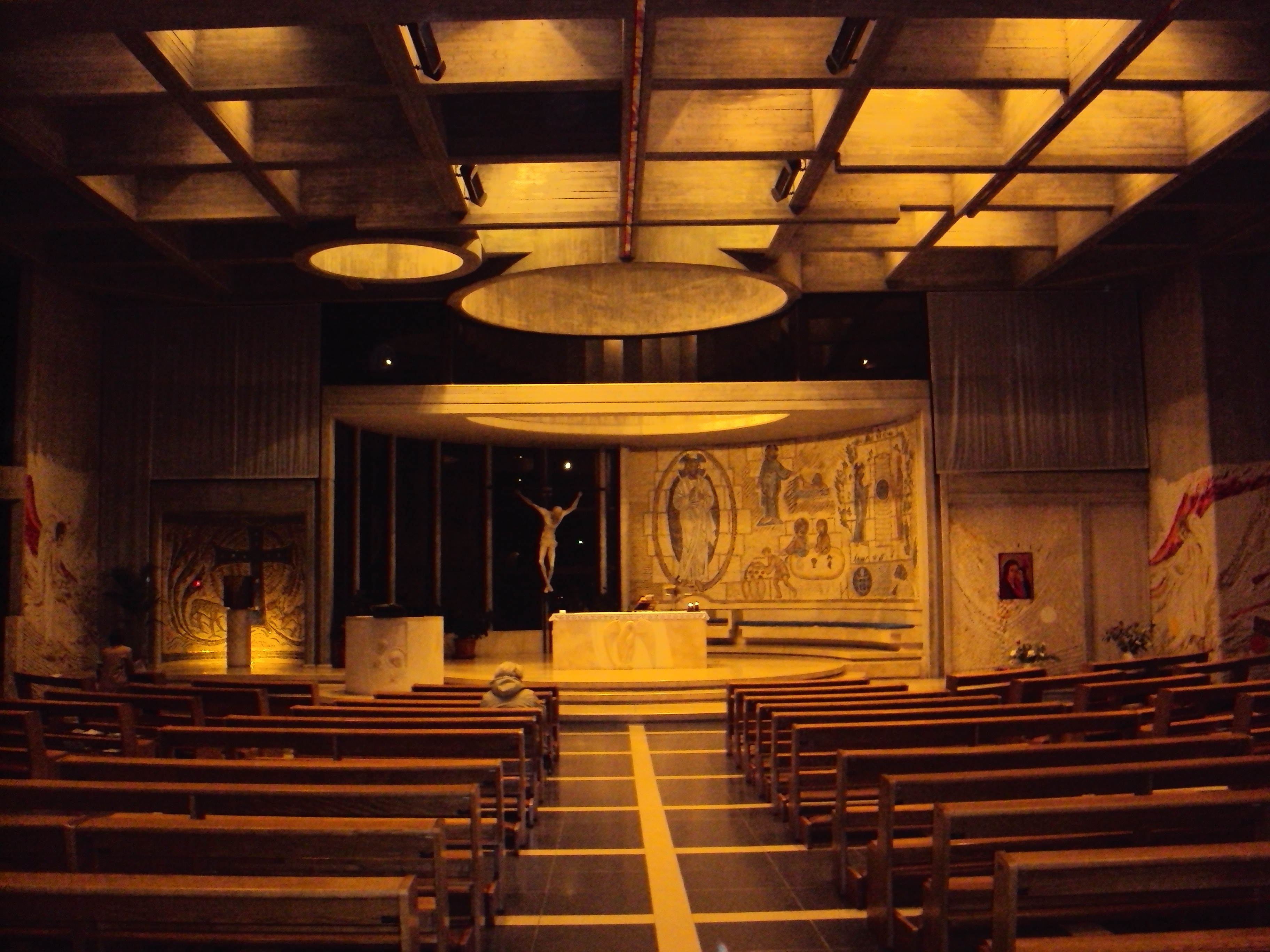
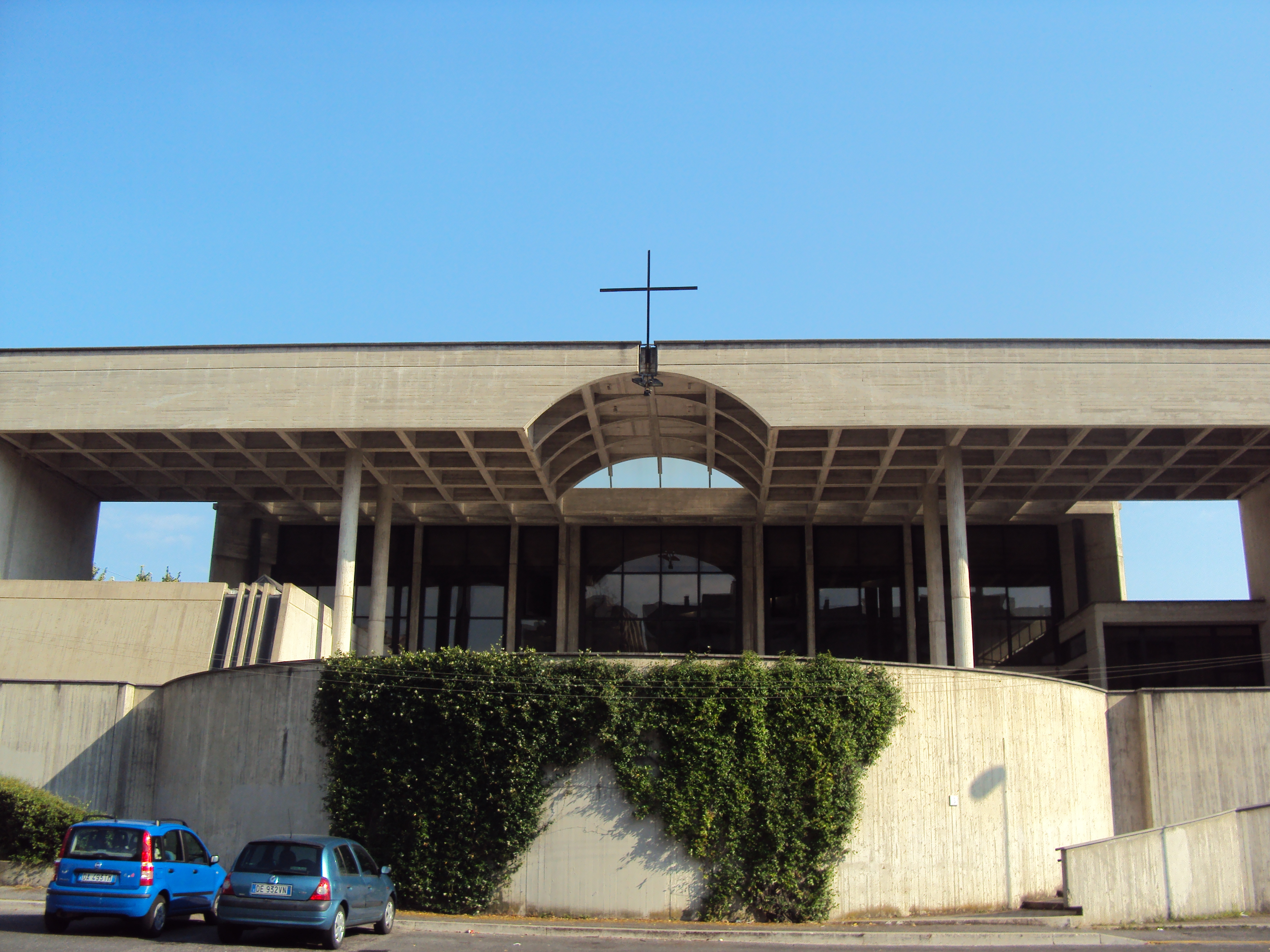
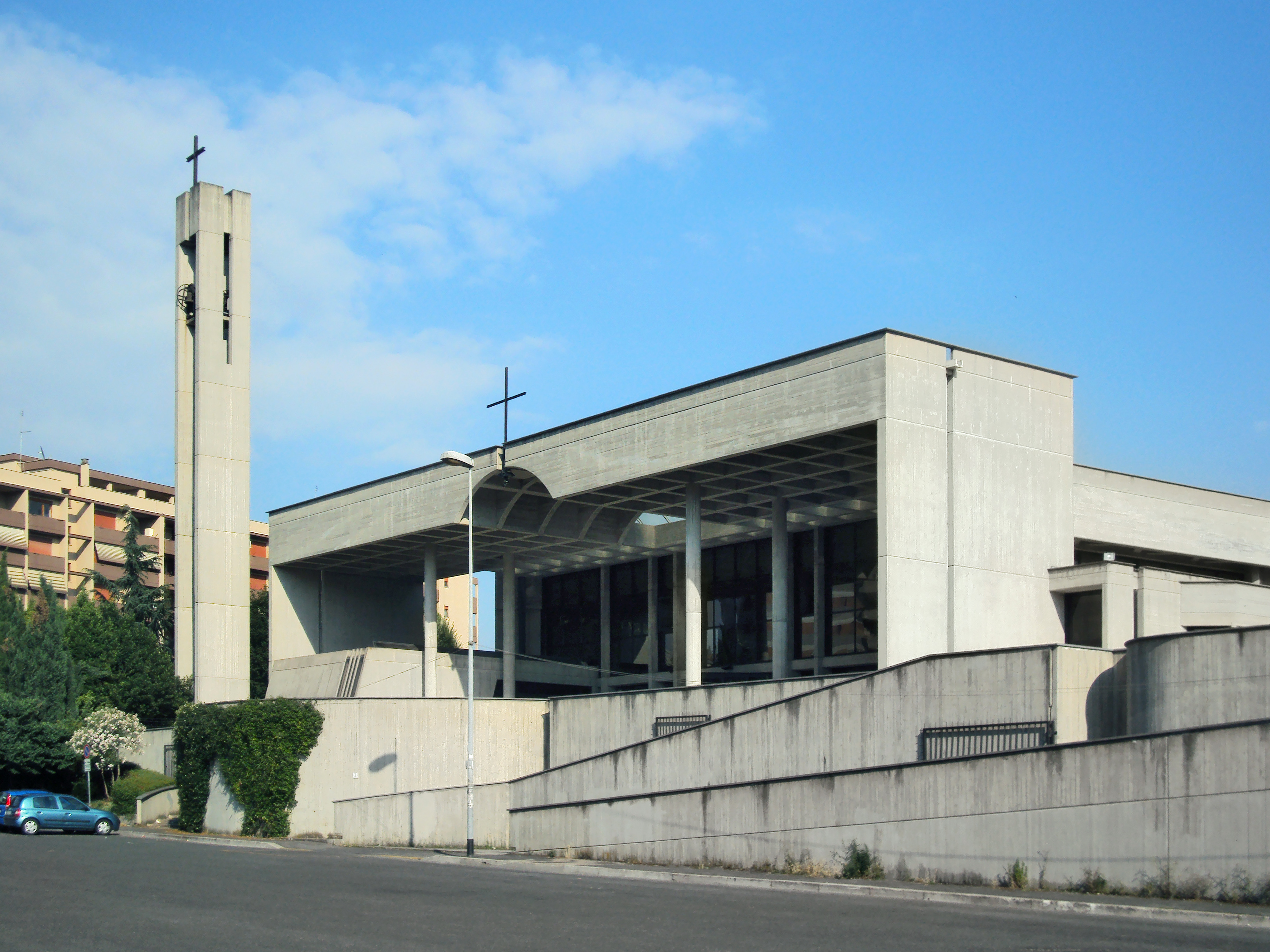